# Конструкторско-технологический институт прикладной микроэлектроники
Конструкторско-технологический институт прикладной микроэлектроники (КТИПМ СО РАН) — российская научная организация, основанная в 1991 году в Новосибирске. Филиал Института физики полупроводников имени А. В. Ржанова СО РАН. В сферу интересов предприятия входят термография, ночное видение, контрольно-измерительная техника, спектрорадиометрия, оптико-поляризационные датчики с высокой чувствительностью и т. д.

## История
Конструкторско-технологический институт был организован в 1991 году; базой для его создания стало СКТБ специальной электроники и аналитического приборостроения, основанное в 1980 году при Отделении главного конструктора Опытного завода СО РАН.
Некоторое время КТИ был частью созданного в 1990 году Объединённого института физики полупроводников СО РАН, в который также входили Институт полупроводников СО РАН и Институт сенсорной микроэлектроники СО РАН (Омск).
В начале 2002 года коллектив организации насчитывал 170 сотрудников, включая шесть кандидатов наук.

## Разработки и продукция
- экспериментальные и опытные образцы низкоуровневых телекамер, мультиплексных спектрорадиометрических устройств на циклических кодах Адамара;

- концепция построения и разработка экспериментальных экземпляров оптико-электронных модулей для применения в многоспектральных системах;

- эллипсометрические устройства;

- технологические и контрольно-измерительные приборы для создания фотоприёмников;

- разработка и производство оптико-поляризационных сенсоров высокой чувствительности для научного и технического применения (горное дело, биохимия и т. д.)[1]

## Связь с вузами Новосибирска
Для пополнения кадрового состава институт занимается отбором студентов в новосибирских вузах и на индивидуальном уровне работает с начинающими специалистами и аспирантами.

## Директора
В разное время институтом руководили член-корреспондент РАН К. К. Свиташев (1980—1990), кандидат физико-математических наук В. К. Соколов (1990—1995), доктор физико-математичесеих наук В. Н. Овсюк (1996—2000), кандидат технических наук П. В. Журавлев.
По данным сайта СО РАН, учреждение возглавляет С. М. Чурилов (врио директора).

## Государственные премии
В 1984 году институт получил Премию Совета Министров СССР за создание эллипсометрических приборов (были запущены в серийное производство); в 1995 году — Государственную премию России за разработку технологической и контрольно-измерительной техники для производства фотодетекторов на базе МЛЭ КРТ.